# جون أبدايك
جون أبدايك (بالإنجليزية: John Updike)‏ (18 مارس 1932 - 27 يناير 2009) هو روائي وشاعر وناقد أمريكي. مشهور في الأدب الأمريكي بأسلوبه النثري الغنائي المتقن. عمل أبدايك محررا في مجلة نيويوركر من عام 1955 إلى غاية 1957، وبنى شهرته الأدبية على كتاباته في المجلة نفسها.
واحد من ثلاثة كتاب فازوا أكثر من مرة بجائزة بولتيزر عن فئة الأعمال الخيالية (الكاتبين الآخرين هما بوث تاركينغتون ووليم فوكنر)، وقد نشر أبدايك خلال مسيرة حياته المهنية أكثر من عشرين رواية، وأكثر من عشر مجموعات للقصص القصيرة، إضافة إلى الشعر والفن ونقد الأدب وكتب الأطفال.
نُشرت المئات من قصصه ومراجعاته وقصائده في مجلة ذا نيو يوركر بدءًا من تاريخ 1954. كتب أيضًا بشكل منتظم لمجلة نيويورك ريفيو أوف بوكس. أشهر أعماله هو سلسلة «رابيت» (الروايات هي أجر رابيت؛ رابيت ريدوكس؛ رابيت غني؛ رابيت في استراحة؛ ورواية رابيت المتقاعد)، التي تؤرخ حياة كل رجل من الطبقة الوسطى مثل هاري أنغستروم «رابيت» على مدى عدة عقود، منذ صغره حتى بلوغه ثم وفاته. كُرمت كل من روايتي رابيت غني (1982) ورابيت في استراحة (1990) بجائزتي بولتيزر.
عُرف عن أبدايك حرفيته الدقيقة وأسلوبه النثري الفريد وإنتاجه الغزير إذ أنه كان مواضيعه كانت تصف «البلدة الأمريكية الصغيرة، والطبقة الوسطى البروتستانتية»- وكتب في المتوسط كتابًا كل عام. ملأ أبدايك رواياته الخيالية بشخصيات «عانت بشكل متكرر من الاضطرابات الشخصية ويجب أن تتعامل مع أزمات متعلقة بالدين، والالتزامات الأسرية والخيانة الزوجية».
تميزت أعماله الخيالية بلفت الانتباه إلى اهتمامات وعواطف ومعاناة الأمريكيين العاديين، وتركيزه على اللاهوت المسيحي، وانهماكه بالجنسانية والتفاصيل الحسية. اجتذب عمله اهتمامًا وثناء كبيرًا، ويعتبر على نطاق واسع واحدًا من أهم كاتبي عصره. يتسم أسلوبه النثري المميز جدًا بمفرداته الغنية والاستثنائية والغامضة يوصلها مثلما صورها «صوت مؤلف بارع وساخر» ويصف العالم المادي بشكل مفرط مع البقاء مباشرةً داخل التقاليد الواقعية. وصف أسلوبه بأنه محاولة «لوصف جمال الحياة العادية مثلما تستحق».

## النشأة وتعليمه
وُلد أبدايك في ريدينغ، بنسلافينيا، وهو وحيد لوالدته ليندا غريس (كنيتها قبل الزواج هوير) وويسلي راسل أبدايك، وترعرع في بلدة شيلينغتون الصغيرة المجاورة. انتقلت العائلة لاحقًا إلى قرية بلاوفيل المستقلة. أثارت محاولات والدته لتصبح كاتبة تنشر مؤلفاتها إعجاب أبدايك عندما كان صغيرًا. قال لاحقًا مُتذكرًا: «إحدى أقدم ذكرياتي هي رؤيتها جالسة على مكتبها...أُعجبت بمعدات الكاتب، مثل ممحاة الآلة الكاتبة، وعلب الورق الأبيض. وأذكر الظروف البنية التي كانت تُرسَل وتأتي فيها القصص».
كان لهذه السنوات الأولى له في مقاطعة بيركس، بنسلفيننيا تأثير على البيئة التي كتب فيها ثلاثية رابيت أنغستروم، إضافة إلى العديد من رواياته وقصصه القصيرة الأولى. تخرج أبدايك من مدرسة شيلنيغتون الثانوية بوصفه طالبًا متفوقًا ورئيسًا للفصل في عام 1950، وحصل على منحة دراسية كاملة إلى كلية هارفرد حيث كان شريكًا في الغرفة مع كريستوفر لاش خلال سنتهما الأولى. كان قد تلقى أبدايك تقديرًا لكتاباته عندما كان مراهقًا من خلال فوزه بجائزة دراسية للكتابة والفنون، وسرعان ما أصبح معروفًا في هارفرد بين زملائه، بأنه مساهم موهوب ومُنتِج في مجلة هارفرد لامبون، التي كان رئيسًا لها. تخرج بامتياز مع مرتبة الشرف في عام 1954 بدرجة في اللغة الإنجليزية وانتُخب ليكون عضوًا في جمعية فاي بيتا كابا.
التحق أبدايك بعد تخرجه بكلية روسكين للرسم والفنون الجميلة في جامعة أوكسفورد وكان طموحه أن يصبح رسامًا كاريكاتيريًا. انتقل أبدايك بعد عودته إلى الولايات المتحدة إلى نيويورك مع عائلته، حيث أصبح مشاركًا منتظمًا في مجلة ذا نيويوركر. وكانت تلك بداية مسيرة حياته المهنية في الكتابة.

## أعماله
نشر جون ديوان «The Carpentered Hen» عام 1958م وهو أول إنتاجه، ثم نشر «The Poorhouse Fair» عام 1959 وهي أول رواية له، لكن أول أعمال أبدايك التي ذاعت بين عامة الناس في المجتمع الغربي هي روايته رحلة رابت 1960 وهي عن رابت أنجستروم، أحد النجوم في كرة السلة المدرسية والذي أربكته المسؤوليات العائلية. وفي رواية رابت ريدكس 1971 يواجه رابت مشاكل ستينات القرن العشرين الميلادي، مثل تعاطي المخدرات، والعنف العنصري، وحرب فيتنام. وتصور رواية رابت الغني 1981 حياة رابت في منتصف العمر غني ولكنه غير راضي نفسانيا. وحصلت رواية رابت الغني على جائزة بوليتزر للرواية عام 1982. أما رواية رابت المتقاعد 1990 فهو الكتاب الأخير في سلسلة روايات رابت الأربعة.

## وصلات خارجية
- جون أبدايك على موقع IMDb (الإنجليزية)
- جون أبدايك على موقع الموسوعة البريطانية (الإنجليزية)
- جون أبدايك على موقع مونزينجر (الألمانية)
- جون أبدايك على موقع ميوزك برينز (الإنجليزية)
- جون أبدايك على موقع إن إن دي بي (الإنجليزية)
- جون أبدايك على موقع ديسكوغز (الإنجليزية)
- جون أبدايك على موقع قاعدة بيانات الفيلم (الإنجليزية)
- جون أبدايك  على قاعدة بيانات الخيال التأملي على الإنترنت